# Chitranayakanahalli, Challakere
Chitranayakanahalli là một làng thuộc tehsil Challakere, huyện Chitradurga, bang Karnataka, Ấn Độ.